# Najna consiliorum
Najna consiliorum är en kräftdjursart som beskrevs av Alexander Nikolaevich Derzhavin 1937. Najna consiliorum ingår i släktet Najna och familjen Najnidae. Inga underarter finns listade i Catalogue of Life.